# Communauté de communes Falaises du Talou
Die Communauté de communes Falaises du Talou ist ein französischer Gemeindeverband mit der Rechtsform einer Communauté de communes im Département Seine-Maritime in der Region Normandie. Sie wurde am 28. Dezember 2001 gegründet und umfasst 24 Gemeinden. Der Verwaltungssitz befindet sich im Ort Envermeu.

## Mitgliedsgemeinden
| Gemeinde                                 | Einwohner 1. Januar 2022 | Fläche km² | Dichte Einw./km² | Code INSEE | Postleitzahl |
| ---------------------------------------- | ------------------------ | ---------- | ---------------- | ---------- | ------------ |
| Avesnes-en-Val                           | 264                      | 16,51      | 16               | 76049      | 76630        |
| Bailly-en-Rivière                        | 514                      | 20,06      | 26               | 76054      | 76630        |
| Bellengreville                           | 471                      | 7,67       | 61               | 76071      | 76630        |
| Canehan                                  | 380                      | 6,18       | 61               | 76155      | 76260        |
| Cuverville-sur-Yères                     | 193                      | 11,06      | 17               | 76207      | 76260        |
| Dampierre-Saint-Nicolas                  | 447                      | 3,94       | 113              | 76210      | 76510        |
| Douvrend                                 | 511                      | 17,96      | 28               | 76220      | 76630        |
| Envermeu                                 | 1.973                    | 14,58      | 135              | 76235      | 76630        |
| Freulleville                             | 378                      | 11,13      | 34               | 76288      | 76510        |
| Les Ifs                                  | 72                       | 4,03       | 18               | 76371      | 76630        |
| Meulers                                  | 579                      | 6,67       | 87               | 76437      | 76510        |
| Notre-Dame-d’Aliermont                   | 712                      | 13,31      | 53               | 76472      | 76510        |
| Petit-Caux                               | 9.626                    | 91,11      | 106              | 76618      | 76370        |
| Ricarville-du-Val                        | 193                      | 5,62       | 34               | 76526      | 76510        |
| Saint-Aubin-le-Cauf                      | 832                      | 10,11      | 82               | 76562      | 76510        |
| Saint-Jacques-d’Aliermont                | 362                      | 7,86       | 46               | 76590      | 76510        |
| Saint-Martin-le-Gaillard                 | 293                      | 17,80      | 16               | 76619      | 76260        |
| Saint-Nicolas-d’Aliermont                | 3.707                    | 15,53      | 239              | 76624      | 76510        |
| Saint-Ouen-sous-Bailly                   | 225                      | 5,32       | 42               | 76630      | 76630        |
| Saint-Vaast-d’Équiqueville               | 753                      | 14,04      | 54               | 76652      | 76510        |
| Sauchay                                  | 448                      | 5,74       | 78               | 76665      | 76630        |
| Sept-Meules                              | 173                      | 8,22       | 21               | 76671      | 76260        |
| Touffreville-sur-Eu                      | 230                      | 5,69       | 40               | 76703      | 76910        |
| Villy-sur-Yères                          | 217                      | 8,34       | 26               | 76745      | 76260        |
| Communauté de communes Falaises du Talou | 23.553                   | 328,48     | 72               | –          | –            |